# EA Sports
EA Sports (Eigenschreibweise EA SPORTS) ist eine Marke des US-amerikanischen Videospielentwicklers und -publishers Electronic Arts. Unter diesem Namen werden die von EA entwickelten Sportsimulationen veröffentlicht, darunter die Reihen FIFA und Madden NFL. Das Label gilt als führender Anbieter von Sportsimulationen für Computer und Spielkonsolen.

## Beschreibung
EA vermarktete seine Sportspiele Anfang der 1990er zunächst unter dem Label Electronic Arts Sports Network (EASN). Kennzeichen von EAs Sportspielen waren die fernsehartige Aufmachung mit Kommentatoren, Zeitlupen-Wiedergabe von Spielzügen und die Einbindung von Statistiken zu realen Spielern. Im Frühjahr 1993 erhielt die Division schließlich ihren heutigen Namen. Die Umbenennung erfolgte auf Bitten des Sportsenders ESPN. Der Titel Madden NFL ’94 (1993) war das erste Spiel, das den langjährigen Werbeslogan „EA Sports – It’s in the game“ verwendete.
Die meisten Spiele unter dem Markennamen EA Sports werden von EA Canada in Burnaby (FIFA, NHL) und von EA Tiburon in Maitland (Florida) (Madden NFL, NBA Live, PGA Tour) entwickelt. Auch das 2013 geschlossene kanadische Entwicklerstudio EA Black Box (Need for Speed, Skate) war Teil der EA-Sports-Gruppe.
Eine der wichtigsten Marken von EA Sports ist die Madden-NFL-Reihe, die bis 2013 über 100 Millionen Einheiten absetzen konnte. Die seit 1988 bestehende Serie genießt vor allem auf Electronic Arts’ amerikanischen Heimatmarkt einen hohen Stellenwert und steht synonym für den Aufstieg des Unternehmens zu einem der weltweit größten Computerspielhersteller. Die erfolgreichste EA-Sports-Reihe ist FIFA mit ebenfalls über 100 Millionen verkauften Einheiten (Stand: November 2010). Der Einstieg in die Fußballsimulation erfolgte 1993 mit FIFA International Soccer. Der Genehmigung des Projekts war eine intensive Lobbyarbeit der europäischen EA-Niederlassung vorausgegangen, die sich damit gegen den anfänglichen Widerstand der Konzernleitung durchsetzen konnte. Ein Grund war die vollkommene Bedeutungslosigkeit des Fußballs in den USA, dementsprechend befürchtete das Konzernmanagement zu geringe Erfolgsaussichten. 2013 erwirtschafteten Madden NFL und FIFA zusammen 67 % des Gesamtumsatzes von EA Sports und bildeten damit die Grundlage für EAs Marktführerschaft im Bereich der Sportsimulationen. 2011 listete das Forbes Magazine EA Sports auf Platz 8 der 10 bedeutendsten Sportmarken, hinter Sportartikelherstellern wie Nike, Adidas und Reebok oder dem Sportsender ESPN.
Die oftmals jährlichen Neuauflagen von EAs Sportreihen gelten als verhältnismäßig leicht verdientes Geld, EA Sports trägt dadurch einen bedeutenden Anteil zum Gesamtumsatz des Konzerns bei. In Presse und Öffentlichkeit wird dies bisweilen als Abhängigkeit EAs von seinen Sportreihen interpretiert. Auch sind die mit Blick auf den Preis vergleichsweise geringen Veränderungen der jährlichen Neuauflagen oft Gegenstand der Kritik. Weiterhin wird EA stellenweise vorgeworfen, sich durch Exklusivlizenzen wie im Fall Madden NFL eine Monopolstellung zu sichern, etwa um diese zur Durchsetzung überhöhter Verkaufspreise zu nutzen. 2005 schloss EA einen exklusiven Lizenzdeal mit ESPN über die exklusive Verwendung von dessen Logos und die Promotion von EA-Sports-Titeln. Das Abkommen beendete ESPNs vorherige Zusammenarbeit mit den EA-Sports-Konkurrenten Take Two/Sega zu deren 2k-Sports-Reihen. Der ebenfalls 2005 geschlossene Exklusiv-Lizenzvertrag mit der NFL und der Spielergewerkschaft National Football League Players Association galt als Todesstoß für die Spielereihe NFL 2k von Take Two, das zuvor ein noch höher dotiertes Angebot als EA vorgelegt hatte. 2012 konkurrierten lediglich noch die Sportreihen NBA 2K von Take Two (Basketball) und Pro Evolution Soccer von Konami (Fußball) mit EA-Sports-Produkten.

## Slogan
Ein wesentliches Erkennungsmerkmal von EA Sports ist das grafische Logo in Kombination mit dem gesprochenen Slogan „EA Sports – It’s in the game“. Dieser wird seit Anfang der 1990er Jahre mit einer sehr markanten Stimme von Andrew Anthony gesprochen und sowohl in Spielen als auch TV-Spots verwendet.

## Spieleserien
Die meisten EA-Sports-Spieleserien werden jährlich veröffentlicht.
| Spielereihe       | Veröffentlichungsjahre | Sportart            |
| ----------------- | ---------------------- | ------------------- |
| Madden NFL        | ab 1988                | American Football   |
| PGA Tour          | ab 1990                | Golf                |
| NHL               | ab 1991                | Eishockey           |
| FIFA              | ab 1993                | Fußball             |
| NBA Live          | ab 1995                | Basketball          |
| NCAA Football     | 1993–2013              | American Football   |
| Rugby             | 1995–2008              | Rugby               |
| Cricket           | 1996–2007              | Cricket             |
| Fußball Manager   | 1997–2013              | Fußball             |
| MVP Baseball      | 1997–2007              | Baseball            |
| NASCAR            | 1997–2010              | Stockcar-Rennen     |
| NCAA Basketball   | 1998–2010              | Basketball          |
| Fight Night       | 1998–2011              | Boxen               |
| AFL               | 1998–1999              | Australian Football |
| SSX               | ab 2000                | Snowboard           |
| F1                | 2000–2003, ab 2021     | Formel 1            |
| Arena Football    | 2006–2007              | Arena Football      |
| Grand Slam Tennis | 2009–2012              | Tennis              |
| EA Sports Active  | 2009–2010              | Training            |
| EA Sports UFC     | ab 2014                | Mixed Martial Arts  |